# Tujanivți, Mîkolaiiv
Tujanivți (în ucraineană Тужанівці) este un sat în comuna Stankivți din raionul Mîkolaiiv, regiunea Liov, Ucraina.

## Demografie
Componența lingvistică a localității Tujanivți
     Ucraineană (99,22%)
     Alte limbi (0,26%)
Conform recensământului din 2001, majoritatea populației localității Tujanivți era vorbitoare de ucraineană (99,22%), existând în minoritate și vorbitori de alte limbi.